# 関西調理師学校
関西調理師学校（かんさいちょうりしがっこう）大阪市にある調理師養成施設。1967年創立。大阪府知事認可の各種学校。
人員は80名で男女共学。修業年限は1年（昼間のみ）。入学資格は中学校卒業以上で、年齢の上限はない。調理師科は厚生労働省の教育訓練給付金制度適用となっている。

## 授業内容
調理師免許を取得するための座学と、選択必修としてフードビジネス、喫茶や製菓他と各国料理の調理実習

## 取得資格
- 調理師免許

なお、厚生労働大臣認定の技術考査を受験し合格すれば、専門調理師・調理技能士資格取得のための学科試験が免除され、合格証書が授与される。その他、ふぐ取扱登録者証、食育インストラクター認定試験合格者は食育インストラクター認定登録、料理技術検定合格者は料理技術検定上級認定証を取得できる。